# Маринізм

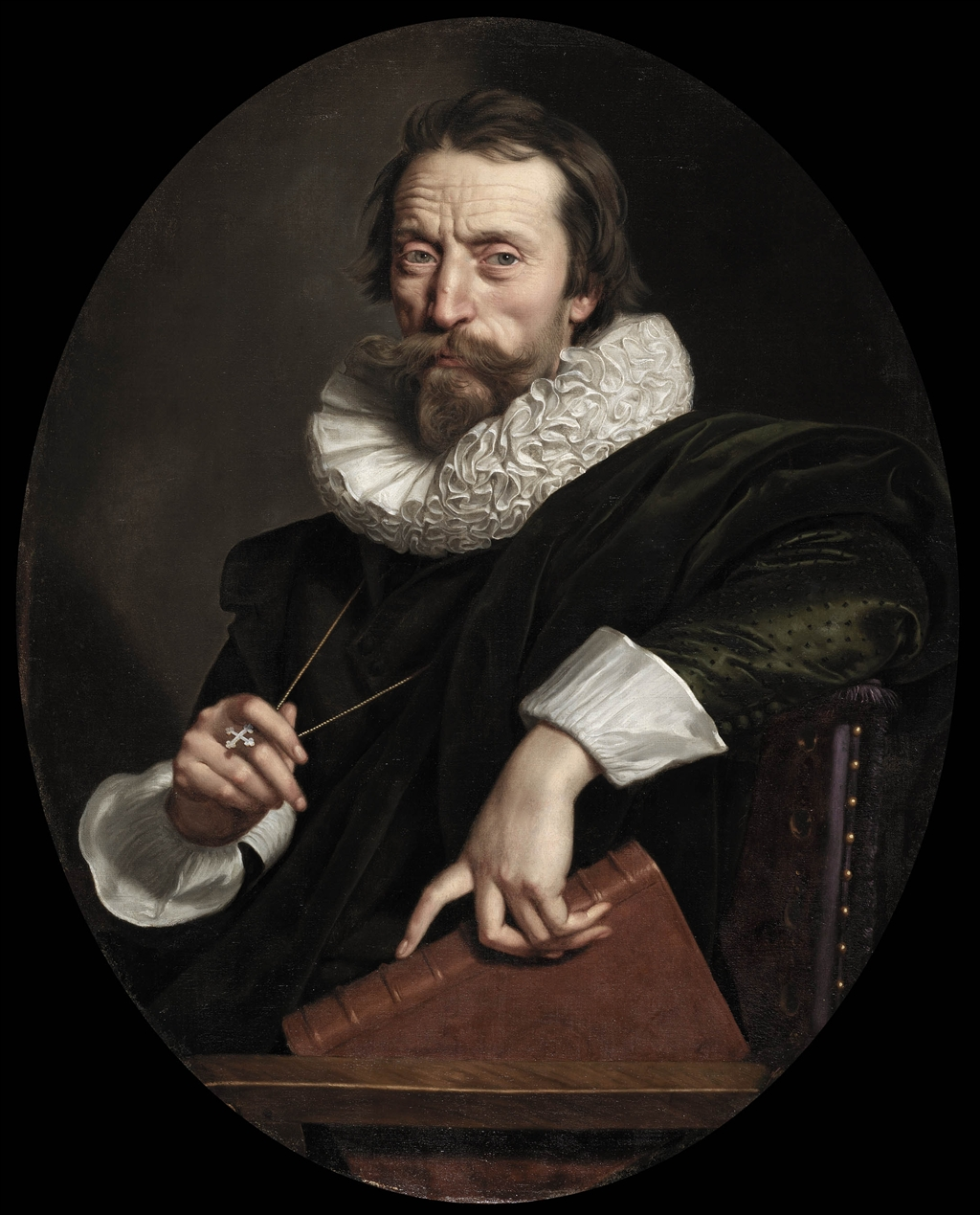
Джамбаттиста Марино.

Маринізм, Марінізм  (італ. marinismo, також сечентизм італ. secentismo) — це домінантний напрям в італійській поезії 17 століття, який отримав свою назву від імені його лідера — Джамбатісто Маріно (1569—1625).

## Походження терміна
Термін маринізм — породження позитивістського літературознавства 19 століття, але прикметник «мариністський» використовувався вже в 17 столітті. Довгий час термін мав характер оцінки; малася на увазі ціла плеяда поетів Сейченто (17 століття), які погіршили і без того поверхневий декоративний характер поезії свого вчителя. Маринізм іноді розглядали як прояв духу «сейчентизма» — «невловного духу». Школу маринізму не можна вважати оригінальною, тому що в творчості цих поетів вплив маринізму нерідко поєднувався з іншими стилістичними віяннями. Марино і його послідовники прагнули насамперед завоювати читацький інтерес, здивувати публіку несподіваним оригінальним ефектом, при чому на різних рівнях (жанровому, сюжетному, композиційному). Поетика подиву означала відмову від дійсності, то була своєрідна реакція на рубіж  Нового часу.
Марино насамперед претендував на втілення в рамках власної поезії особистісного життєвого досвіду, тому навіть ті деякі його вірші, де порушені конкретні епізоди його біографії, настільки насичені топосом, що вловити інтимне, початок видається досить складним. Марино не тільки не приховував своєї прихильності до запозичень, але, навпаки, всіляко педалював її, обігруючи в тому числі і легендарну неаполітанську злодійкувато. Якщо сам Марино пробував себе в різних жанрових іпостасях: любовна, бурлескна лірика; релігійно-філософське міркування («Священні проповіді», 1614), любовна («Адоніс», 1623), героїчна (незавершений «Звільнений Антверпен», опублікована 1956), священна («Побиття немовлят», 1632) поеми, то мариністи, розділяючи його принципи, працювали у вужчому регістрі. В їх творчості сильно відчувається примат зовнішнього буття над внутрішнім, захоплення чуттєвою стороною життя.
Разом з тим, у мариністів легко простежуються багато типові для поетики маринізму і бароко мотиви і образи. Це і невпинний рух, плинність буття — звідси часто зустрічається мотив фонтану, джерела бурхливого потоку, і підвищена увага до яскравих контрастів великого і малого, прекрасного і потворного — звідси часті згадування білих метеликів та інших комах, нерідко запозичених з «Латинської» (16 століття) і «Грецької антології» (збори епіграм, складене близько 900 в Константинополі Костянтином кефаль. В Італії опубліковано в 1494. Прекрасні мавританки, циганки, жебрачки пошкодили в розумі чи втратили зуб красуні; каліки, зачумлені..

## Представники
Особливе місце серед мариністів займає Томмазо Стільяні (1573—1651), спочатку близький друг, а згодом лютий ворог Марино (в його поемі «Новий світ», 1617, одним з головних дійових осіб стає Морське Чудовисько — Марино). Найбільший інтерес мають Пастіш Стільяні — стилізовані під манеру Марино послання і вірші. Марино Стільяні чим активніше Стільяні намагався розвінчати противника, тим більше фатальним чином опинявся на його полі і втягувався в ненависну йому гру.
Центром розвитку маринізму можна вважати батьківщину Марино — Неаполь. Саме тут працювали поети Джузеппе Баттіста (1610-1675), Джузеппе Артале (1628-78), Джакомо Лубрано (1610-1675), П'єтро і Лоренцо Казабурі (дати життя невідомі), Федеріко Меніни (1636—1712), Джироламо Фонтанелла (1612-1644). Але найбільш відомі за життя з мариністів, Клаудіо Акілліні (1574—1640) і Джироламо Прети (1582—1626), були родом з Болоньї. Адресований Людовику XIII сонет Акілліні «Потій, вогонь, і сотвори метали …» (1628) висміяв як своєрідний символ поетичної продукції Сейченто Алессандро Мандзоні в «заручення» (1821-1823). Його вірші великовагових, зайво серйозні, стереотипні, позбавлені стилістичного майстерності і іронії Марино; улюблена їм фігура — антитеза. Акілліні запозичує у Марино прихильність до незвичайних ситуацій і відповідним назвам: «До мавританки, яку побачив з вікна однієї гарної сеньйори», «Красуня, яка їхала в кареті і отямившись в болоті», «Квітка жасмину в роті красуні». Прети в трактуванні любовної теми дещо дистанціювався від Марино; він намагався наслідувати поетам «Дольче стиль Нуово», водночас передбачав естетику «Аркадії». Нерідко любов у нього виявляється лише приводом для рефлексії про світ, яка повністю відповідає принципу: світ як годинниковий механізм. Більший літературний інтерес представляють вірші Чіро ді Перса (1599—1663) і Лубрано. Чіро ді Перс не здобув великої слави за життя. Тим часом саме він виявився найбільш щирим з поетів Сейченто. Зв'язок з Марино більш відчутний в ранніх віршах поета, тоді як його зрілі твори відзначені світоглядною глибиною і схильністю до моралізації. Як і інших мариністів, його мало цікавили метричні експерименти: він віддавав перевагу традиційним сонету і канцоні. Чіро впевнено володів петраркітським топосом, але вмів надати їм несподівану свіжість і щирість. Книга Лубрано «Поетичні блискітки, або Вірші на священні і моральні теми» (1690) є підсумком барокової поетичної традиції: тут акумулюються, причому в підкреслено спірітуальному ключі, багато сейчентітські образи і водночас гостро виражено відчуття історії; не чужий Лубрано і містичної нумерології. Її автор поєднав глибоку філософічність і якусь загадковість зі стилістичною вишуканістю; не випадково іноді його іменували «Малларме Сейченто». У «блискітках» немає нічого вигаданого, перебільшеного. Оригінальність художнього мислення збалансована щирим переживанням теми. «Життя є сон».